# Muerte de Diane Whipple
Diane Alexis Whipple (21 de enero de 1968 - 26 de enero de 2001) fue una jugadora de lacrosse y entrenadora universitaria, muerta en un ataque de perro en San Francisco el 26 de enero de 2001. Los perros involucrados fueron dos, de raza presa canario: un macho llamado Bane y una hembra llamada Hera. Paul Schneider, el dueño de los perros, es miembro de alto rango de la Hermandad Aria y cumple tres penas de cadena perpetua en la prisión estatal. Los perros eran cuidados por los abogados de Schneider, Robert Noel y Marjorie Knoller, que eran marido y mujer y vivían en el mismo edificio de apartamentos que Diane Whipple. Después del ataque fatal, el estado presentó cargos penales contra los abogados. Robert Noel, que no estuvo presente durante el ataque, fue condenado por homicidio involuntario. Marjorie Knoller, quien estuvo presente, fue acusada de asesinato en segundo grado por malicia implícita y condenada por el jurado. El juez de primera instancia rechazó la condena por asesinato de Knoller, un resultado inusual por un ataque no intencionado con un perro, pero finalmente lo confirmó. El caso aclaró el significado de asesinato malicioso implícito.

## Primeros años
Whipple nació en Princeton, Nueva Jersey y asistió a la escuela secundaria en Manhasset, Nueva York, en Long Island. Fue criada principalmente por sus abuelos, y fue una atleta con talento desde muy joven. Se convirtió en jugadora de lacrosse All-American en la escuela secundaria, y más tarde en la Universidad Estatal de Pensilvania. Fue dos veces miembro del equipo femenino de la Copa del Mundo de Lacrosse.
Whipple se mudó luego a San Francisco, y quedó a pocos segundos de clasificarse para el equipo de los Juegos Olímpicos de 1996 en atletismo, en la carrera de 800 metros. Sin embargo, finalmente no compitió en las pruebas del equipo olímpico de 1996. En cambio, se convirtió en la entrenadora de lacrosse en el Saint Mary's College of California en Moraga, California .
En el momento de su muerte, Whipple vivía en Pacific Heights con su pareja desde hacía seis años Sharon Smith.

## Perpetradores
Marjorie Fran Knoller (nacida el 20 de junio de 1955) y Robert Edward Noel (22 de junio de 1941 - 22 de junio de 2018) eran un matrimonio de abogados, y los cuidadores de los perros que mataron a Whipple en San Francisco el 26 de enero de 2001. Después de un juicio que atrajo la atención internacional, fueron enviados a prisión por homicidio involuntario. Sin embargo, el 22 de agosto de 2008, la jueza de San Francisco Charlotte Woolard restableció la condena por asesinato en segundo grado de Knoller.
Después de asistir al Brooklyn College, Knoller recibió su título de JD en la McGeorge School of Law en Sacramento, California. Noel se graduó en la Facultad de Derecho de la Universidad de Baltimore en 1967.
Se casaron en 1989 y desde mediados de la década de 1990, Noel y Knoller dirigieron su oficina de abogados en su departamento de Pacific Heights, en San Francisco. (p.   144)
En el año 2000, Knoller y Noel "obtuvieron sus dos presa canarios, llamados Bane y Hera, a través de su relación con un par de presos de la Prisión Estatal Pelican Bay, Paul 'Cornfed' Schneider (al que habían adoptado legalmente como su hijo) y Dale Bretches, miembros de la banda de la prisión, la Hermandad Aria". Knoller y Noel conocieron a Schneider en un juicio. (pág.   148) Bane era macho y Hera hembra; en enero de 2001, "Bane pesaba 63 kg y Hera cerca de 45 kg".

## Ataque
El 26 de enero de 2001, mientras regresaba a casa de unas compras con bolsas de comestibles, Whipple fue atacada por los dos perros en el pasillo del edificio de su apartamento. Knoller estaba sacando a los perros de su departamento al mismo tiempo que Whipple regresaba. Los perros escaparon de su control y atacaron a Whipple.
El dueño real de los perros, Paul Schneider, era un miembro de alto nivel de la banda de la prisión, la Hermandad Aria, que cumplía cadena perpetua en la Prisión Estatal Pelican Bay. Schneider y su compañero de celda Dale Bretches intentaban iniciar un negocio ilegal de peleas de perros presa canario desde la prisión. Inicialmente le pidieron a sus conocidos Janet Coumbs y al propietario/criador de Hard Times Kennel, James Kolber, de Akron, Ohio, que cuidaran de los perros durante su encarcelamiento. Contra el consejo de Kolber, Coumbs encadenó a los perros en un rincón remoto de la granja, lo que hizo que se volvieran aún más agresivos. Después de que Coumbs discutiera con Schneider, los abogados Noel y Knoller acordaron cuidar de los perros. Se habían familiarizado con Schneider mientras trabajaban como abogados para los presidiarios, y habían adoptado a Schneider (entonces de 38 años) como su hijo legal unos días antes del ataque. Bane, el más grande de los perros, pesaba 63 kg
El día del ataque Marjorie, que normalmente no llevaba a los dos perros, sino que solo se ocupaba de Hera por su menor peso, decidió llevar a Bane a la azotea, subiendo un tramo de escaleras. En el pasillo, Bane – y posiblemente Hera – atacaron a Whipple. (El papel de Hera en el ataque nunca se ha establecido con seguridad). Whipple sufrió un total de 77 heridas por todo el cuerpo, excepto el cuero cabelludo y la planta de los pies. Otro vecino llamó al 911 después de escuchar los gritos de Whipple. Whipple murió unas horas después en el Hospital General de San Francisco por "pérdida de sangre por múltiples lesiones traumáticas (heridas por mordedura de perro)".
Bane fue sacrificado inmediatamente después del ataque; Hera fue incautada y sacrificada en enero de 2002.
Al servicio conmemorativo de Whipple en St. Mary's College, celebrado el jueves 1 de febrero de 2001, asistieron más de 400 personas. Está enterrada en el cementerio de Chrome, en el Condado de Glenn en California.

## Procedimientos judiciales contra dueños de perros
En marzo de 2001, un gran jurado acusó a Knoller y Noel. Knoller fue acusada de homicidio en segundo grado y homicidio involuntario, Noel fue acusado de homicidio involuntario y "ambos también enfrentan cargos de delito grave por tener un perro peligroso".
El juicio con jurado, que comenzó en enero de 2002, "fue trasladado a Los Ángeles debido al amplio eco que había tenido en el Área de la Bahía".
En el juicio, Knoller argumentó que ella había intentado defender a Whipple durante el ataque. Sin embargo, los testigos declararon que Knoller y Noel se habían negado repetidamente a controlar a los perros; un paseador de perros profesional testificó que, cuando él aconsejó a Noel que pusiera un bozal a sus perros, este le dijo que se "callara" y le insultó. Un conocido de Noel testificó que Noel no se disculpó después de que Hera lo mordió un año antes del ataque fatal. Finalmente, el jurado encontró a Noel y Knoller culpables de homicidio involuntario y de poseer un animal peligroso que causó la muerte de un ser humano, y encontró a Knoller culpable de asesinato en segundo grado. Sus convicciones se basaron en el argumento de que sabían que los perros eran agresivos con otras personas y que no tomaron suficientes precauciones. Aún no estaba claro si realmente habían entrenado a los perros para atacar y pelear.
Aunque el jurado encontró a Knoller culpable de asesinato en segundo grado, el juez James Warren le otorgó a Knoller un nuevo juicio; el juez creía que para poder ser acusado de asesinato malicioso implícito requería que Knoller supiera que llevar al perro al pasillo implicaba una alta probabilidad de muerte. Aunque el juez otorgó un nuevo juicio por el cargo de asesinato en segundo grado, condenó a Knoller a cuatro años de prisión por homicidio involuntario el 15 de julio de 2002. El homicidio y el asesinato son mutuamente excluyentes: uno no puede ser condenado por homicidio y asesinato por matar a la misma persona. El estado apeló la acción del juez y trató de restablecer la condena por asesinato en segundo grado.
Después de las condenas de Knoller y Noel en 2002, el Colegio de Abogados de California suspendió sus licencias legales. Noel fue inhabilitado en febrero de 2007.
El 14 de septiembre de 2003, Noel fue liberado de prisión. En 2004, tanto Knoller como Noel habían cumplido sus condenas por homicidio involuntario, y Knoller estaba en libertad bajo fianza mientras su condena por asesinato en segundo grado estaba bajo apelación.
En mayo de 2005, el tribunal estatal de apelaciones revocó la concesión del juez de un nuevo juicio por asesinato en segundo grado para Knoller. El tribunal de apelaciones dictaminó que el asesinato malicioso implícito no requería el conocimiento de una alta probabilidad de muerte, sino más bien un desprecio consciente de las lesiones corporales graves. La corte de apelaciones devolvió el caso a la corte inferior para reconsiderar la moción de Knoller para un nuevo juicio utilizando el estándar de lesiones corporales graves para el asesinato por malicia implícita.
Knoller apeló la decisión de la corte de apelaciones ante la Corte Suprema de California.
El 1 de junio de 2007, la Corte Suprema de California rechazó la decisión de la Corte de Apelaciones y dictaminó que el asesinato por malicia implícita requería pruebas de que el acusado actuó con "desprecio consciente" del peligro para la vida humana. La Corte Suprema sostuvo que el estándar del tribunal de primera instancia para el asesinato por malicia implícita (que requería una alta probabilidad de muerte) era demasiado estricto y el estándar del tribunal de apelaciones (que requería solo lesiones corporales graves en lugar de un peligro para la vida humana) era demasiado amplio. El Tribunal Supremo remitió el caso al tribunal de primera instancia para que reconsiderara si permitiría que la condena por asesinato en segundo grado se mantuviera a la luz de este nuevo razonamiento. El Tribunal Superior de San Francisco restableció la condena por asesinato en segundo grado, y el 22 de septiembre de 2008, el tribunal condenó a Knoller a 15 años de por vida.
Knoller apeló las acciones del tribunal de primera instancia. El 23 de agosto de 2010, el Tribunal de Apelaciones del Primer Distrito confirmó por unanimidad la condena de Knoller y descubrió que actuó con un desprecio consciente por la vida humana cuando su presa canario escapó y mató a Whipple. La Corte Suprema de California se negó a escuchar su apelación de esa decisión. Knoller actualmente cumple su condena en Prisión Estatal del Valle para Mujeres en Chowchilla.
En noviembre de 2015, Knoller solicitó al Tribunal de Apelaciones de los Estados Unidos para el Noveno Circuito que anulase su condena por asesinato en segundo grado. En febrero de 2016, el Noveno Circuito confirmó la condena por asesinato en segundo grado de Knoller.
El 7 de febrero de 2019, los comisionados de California negaron la primera solicitud de libertad condicional de Knoller. Podrá solicitar la libertad condicional nuevamente en 2022.
La compañera sentimental de Whipple, Sharon Smith, también demandó a Knoller y Noel por 1,500,000 dólares en concepto de daños civiles. Donó parte del dinero al Saint Mary's College de California para financiar el equipo femenino de lacrosse.

## Muerte de Robert Noel
Noel murió de insuficiencia cardíaca el 22 de junio de 2018 en una residencia de ancianos de La Jolla, el día de su 77 cumpleaños. Había vivido en relativa oscuridad después de su liberación de la prisión, trabajando durante un tiempo como panadero en Fairfield, California.